# Fluocortolon
Fluocortolon ist ein synthetisches Glucocorticoid, welches oral und dermal angewendet werden kann. Es wirkt wie alle Glucocorticoide entzündungshemmend, antiallergisch und immunsuppressiv.

## Pharmakokinetik
Nach oraler Einnahme wird nach im Mittel 85 Minuten der höchste Plasmaspiegel erreicht. Die Plasmaeiweißbindung beträgt 85 bis 93 %. Die Clearance wurde mit 6,48 ml Plasma pro Minute und Kilogramm Körpergewicht bestimmt, 60,38 ml/min für ungebundenes Fluocortin.
Die chemische Struktur ähnelt Fluocortin, hat aber eine Ketogruppe weniger.

## Äußere Anwendung
Fluocortolon wird überwiegend äußerlich angewendet, zum Beispiel als Salbe oder Hämorrhoiden-Mittel. Die Wirkstärke externer Corticoide hängt nicht nur von der Wirksubstanz ab, sondern auch von der pharmakologischen Zubereitung, der Konzentration, dem Hautzustand und der Applikationsart (offen, verbunden, Okklusionsverband) ab. Miller und Munro gruppierten zahlreiche topische Glucocorticoide nach ihrer Wirkstärke in vier Gruppen: sehr stark, stark, moderat und mild. In dieser Tabelle wurde die Salbe mit 0,5 % Fluocortolon als stark und die 0,2 %ige Salbe als moderat gruppiert.

## Kombination mit Lidocain
Kombinationen von Fluocortolonpivalat mit Lidocainhydrochlorid werden als Rektalzäpfchen und Rektalcreme unter dem Handelsnamen Doloproct zur Linderung von Schmerzen und Entzündung bei Personen über 18 Jahren mit Hämorrhoidalleiden und nicht-infektiöser Proktitis angewendet.